# Skimmelsvamp
Skimmelsvamp er et samlebegreb, som bruges inden for mikrobiologien om en gruppe af svampe, der har stor betydning for mennesker på grund af deres levevis i bestemte, økologiske nicher. De er fælles om at kunne udnytte organiske materialer som fødekilde. De vokser bedst i relativt fugtigt klima (over 70 % relativ luftfugtighed). Mange døjer med skimmelsvamp i deres boliger, hvor årsagen til problemerne skyldes enten uhensigtsmæssige boligvaner, konstruktive problemer eller deciderede vandskader. Svampene frigiver sporer, hyfefragmenter, mikropartikler samt flygtigte stoffer (MVOC) til luften. Tilstedeværelsen af skimmelsvamp i bygninger er korreleret med træthed, hovedpine, åndedrætsbesvær og andre allergilignende symptomer, men også permanente skader som astma og vedvarende allergi. Viden om sammenhænge mellem eksponeringens størrelse og helbredseffekter hos mennesker er dog sparsom, således at der ikke kan opstilles videnskabeligt fuldt underbyggede retningslinjer eller grænseværdier for, hvor længe ophold i bygninger med forskellige grader af fugt og skimmelsvampevækst er uproblematisk. Helbredsproblemerne varierer endvidere alt efter, om personerne tilhører en særlig følsom gruppe eller ej.
Når man ser bort fra problemer med skimmelsvampe i boliger, er det vigtigt at huske, at skimmelsvampene også kan optræde som "lejlighedsparasitter", dvs. skadegørere, som bliver sygdomsfremkaldende, hvis personen, dyret eller planten er svækket. Desuden danner en række – i øvrigt harmløse – skimmelsvampe giftige affaldsstoffer, som kan gøre madvarer livsfarlige at spise. Skimlet mad bør derfor kasseres i sin helhed.
Desuden kan man møde en række skimmelsvampe som hjælpemidler i industrien og til fødevarefremstilling:
- Forskellige Peniciliumarter til blå- og hvidskimmeloste – f.eks. Penicillium roqueforti der anvendes til Roquefort- og Stiltonost.
- Andre arter bruges til fremstilling af antibiotika – f.eks. kan der fra Penicillium chrysogenum fremstilles penicillin
- Gråskimmel (Botrytis sp.) fremkalder "ædelt råd" hos druer, så deres tørstof- og sukkerindhold øges før fremstilling af vin

## Forebyggelse af skimmelangreb i bygninger
Forebyggelse af skimmelsvampeangreb i bygninger kan ske ved at:
- holde luftfugtigheden lav og under 75% (Relativ luftfugtighed) ved materialeoverfladen.
- holde materialeoverfladerne rene, så vækstbetingelserne mindskes.

## Bekæmpelse af skimmelangreb i bygninger
- Desinfektion af det angrebe materiale med fungicid, tørdamp, bestråling eller varme.
- Mekanisk bearbejdelse af materialeoverfladen så svampemateriale fjernes mest muligt.

Vær opmærksom på, at visse produkter kan blegne farvede overflader,
Tapet, gipsplader og lignende materialer, som man ikke kan desinficere, og som er kraftigt angrebet af skimmelsvamp, må om nødvendigt udskiftes.
På mindre flader virker følgende ned i ca. cm dybde under overfladen:
- Varmluftblæser (føntørrer) (skimmelsvampe kan ikke overleve temperaturer over 85°)
- Ozon-behandling, som trænger dybt ind i berørte områder (modsat en overfladebehandling)[kilde mangler]